# Gábor Téglás
Gábor Téglás (n. 30 martie 1848, Brașov, Imperiul Austriac – d. 4 februarie 1916, Budapesta, Austro-Ungaria) a fost un jurist și profesor de istorie din Deva, unul din pionierii arheologiei din Transilvania. În 1888 a fost ales membru corespondent al Academiei Maghiare de Științe. 
Din 1882 până în 1903 a fost directorul Liceului Real din Deva (în prezent Colegiul Național „Decebal” din Deva).